# Громов, Игнатий Владимирович
Игна́тий Влади́мирович Гро́мов (настоящая фамилия — Мамонов, 29 января 1884, с. Красное, Воронежская губерния — 15 февраля 1971, Новосибирск) — русский революционер, большевик, борец за Советскую власть в Сибири, один из руководителей красных партизан в годы Гражданской войны на Алтае.

## Биография
Родился в крестьянской семье. Работал на свечном, мыловаренном, воскобойном и салотопенном заводе. Распространял большевистскую литературу. В марте 1906 года в связи с революционными событиями попал под наблюдение властей и решил сменить место жительства. Переезжает к родственнику на Алтай, в село Корнилово. Устроился на маслобойный завод «Сибирской компании датчан», но вскоре был задержан за организацию «антирождественского маскарада». Уехал в Хабаровск, где нанялся на строительство Амуро-Забайкальской железной дороги. Ненадолго был арестован за организацию забастовки в знак протеста против расстрела рабочих на Ленских приисках.
В начале Первой мировой войны призван в армию, в запасную часть. В 1917 году дезертировал, вернулся в Каменский уезд. Здесь он объединил демобилизованных фронтовиков и деревенскую бедноту на борьбу за установление Советской власти. В декабре 1917 года избран председателем Уездного совета. Делегат 3-го Всероссийского съезда Советов (1918).
После восстания Чехословацкого корпуса ушёл в подполье. Зимой 1918/1919 разрабатывал план восстания, к осуществлению которого перешёл летом 1919 г. Создал партизанский отряд, который в августе 1919 года на несколько часов занял Камень-на-Оби. После этого символического штурма отряд Громова разрастался и вскоре стал корпусом партизанской армии Е. М. Мамонтова.
Мамонтов лично участвовал в акциях красного террора. Так, согласно его воспоминаниям, в конце октября 1918 года по его приказу были расстреляны две кулацкие семьи вместе с детьми. Данная акция была ответом на проходившие ранее в Каменском уезде массовые репрессии сторонников советской власти. В сёлах зажиточная часть крестьянства и священники составляли списки советских активистов и лиц, симпатизировавших большевикам. По этим спискам колчаковская милиция осуществляла массовые аресты, обычным делом стали массовые экзекуции и расстрелы. Несколько сотен человек летом-осенью 1918 года белые вывезли из Каменской тюрьмы в Крутиху и Дурной Лог и расстреляли. После расстрела кулацких семей практика составления списков сочувствующих Советской власти прекратилась. Громов не останавливался и перед собственноручными расстрелами партизан своего отряда, уличённых в мародёрстве.
После изгнания белых из Камня возглавлял Каменский уездный Совет. Позднее — заместитель председателя Новониколаевского (Новосибирского) губернского исполкома. В 1920 году Громов возглавлял алтайскую губмилицию, а в следующем году стал заведующим отделом управления Новониколаевского губисполкома, отвечал за работу милиции, тюрьмы, лагерей заключения. Громов входил также в коллегию губернского ЧК. Был заместителем председателя в Новониколаевском исполкоме, позднее — председателем. Контролировал строительство кирпичных заводов, жилых домов, предприятий для переработки сырья, строительство моста через Каменку. Избирался на пост председателя Барабинского, а также Бийского окружных исполкомов. Окончил двухгодичные курсы Института марксизма-ленинизма в Москве. После возвращения из Москвы работал в группе партийного контроля Западной Сибири.
В 1937 году по утрате доверия был снят с работы, в конце июля 1938 года арестован и обвинён в организации антисоветского заговора. Под пытками дал признательные показания. 14 ноября 1938 года осуждён к высшей мере наказания. Написал прошение о помиловании, после чего его дело было пересмотрено, и 9 декабря 1939 года он был полностью оправдан за недоказанностью вины.
В начале Великой Отечественной войны был заброшен в тыл к немцам для организационной и методической помощи советским партизанам.
С 1946 персональный пенсионер. Автор воспоминаний.

## Награды
- Ордена Ленина и Красного Знамени, медаль «Партизан Великой Отечественной войны I степени».
- Звание «Почётный гражданин города Камень-на-Оби» (1969).
- 7 декабря 1967 года присвоено звание почётного гражданина Новосибирска.

## Память
Похоронен на Заельцовском кладбище.
- В Камне-на-Оби в честь Громова названа улица. На перекрестке улиц Громова и Барнаульской установлен памятник[1].

- В честь Громова названа одна из улиц в Затулинском жилом массиве Новосибирска.